# Hermanas de San José
El Instituto de las Hermanas de San José es una congregación religiosa femenina fundada el 15 de octubre de 1650 por el sacerdote jesuita Jean-Pierre Médaille para responder a «todas las miserias corporales y espirituales» de su tiempo. En el año 2017, sumaban en total 14 mil hermanas distribuidas en una cincuentena de países y agrupadas en federaciones, resaltando las de Estados Unidos y Canadá, donde sirven más de 10 mill religiosas. Actualmente, el instituto es mayoritariamente angloparlantes.

## El fundador
Jean-Pierre Médaille nació en Carcasona e ingresó en los Compañía de Jesús a la edad de 16 años y fue ordenado sacerdote en 1637. Durante sus misiones en el Macizo Central, conoció a varias mujeres que querían consagrarse a Dios y aliviar la miseria que encontraban. En este momento de la historia, la vida religiosa femenina solo era concebible dentro del claustro, pero el padre Médaille acompañó a estas mujeres para formar una congregación de vida consagrada femenina que viviese en el mundo. Aunque tal audacia conmocionó a muchas personas de la época, aun así recibió la aprobación y el apoyo del obispo Maupas de Puy-en-Velay (Alto Loira). El 15 de octubre de 1650, este último aprobó el instituto y le dio el nombre de San José, escribiendo sus reglas de vida que siguen vigentes hasta el día de hoy.

## El instituto
El instituto está compuesto de pequeñas comunidades de tres a seis hermanas, viviendo con mucha sencillez y llamadas a tareas urgentes y variadas: instrucción, cuidado de los enfermos, educación, visita a los presos... Su carisma se fundamenta en el Evangelio, en Cristo servidor, pobre y humilde, a quien quieren seguir y amar en sus hermanos.

### La Comunidad Saint-Étienne de Mi-Carême
El Instituto Saint-Paul de la ciudad de Saint-Étienne proviene de una comunidad de Hermanas de San José con sede en la calle Mi-Carême. Estaba compuesta por siete mujeres y la Madre Saint Jean Fontbonne, quien las acogió en su trabajo como maestras.
En 1809, ocurre la primera toma del hábito en la capilla de esta comunidad de Mi-Carême.
Se funda el primer noviciado que, seguido por otro en Lyon, funcionó allí hasta 1822.
Ese mismo año, Marguerite-Marie-Virginie Tézenas du Montcel. entró en el instituto con el nombre de Hermana del Sagrado Corazón de Jesús y se hizo cargo del internado para niñas en la calle Mi-Carême. Llegó a ser maestra de novicias de 1824 a 1838. Fue luego elegida Superiora General del Instituto de San José en 1839
En 1885, más de sesenta religiosas componían la «Comunidad Mi-Carême», situándose como la más importante de la Congregación después de la Casa Madre de Lyon.

### Historia
La revolución afectó a las Hermanas de San José como afectó al resto del país. Varias hermanas fueron guillotinadas o encarceladas, por lo que las demás tuvieron que esconderse. Sin embargo, muy discretamente continuaron su misión y, tan pronto como les fue posible, reformaron sus pequeñas comunidades e intentaron recuperar la posesión de sus casas confiscadas por los revolucionarios. Esto tomó tiempo y no fue hasta 1815 que la Comunidad de Le Puy, reconstituida por Sor Anne-Marie Grand, volvió a sus locales en la calle Montferrand. Es en este momento cuando las comunidades se reúnen en congregaciones, muchas de ellas a nivel diocesano. Fue también en esta época cuando, movidas por un impulso misionero, se embarcan hacia otros continentes.

### En Francia, escisión y consolidación
Después de tres siglos, el instituto se vuelto un vasto movimiento de comunidades, distribuidas y buscadas por sinnúmero de obispos. Al final de la Segunda Guerra Mundial, se produce un movimiento inverso. Todas estas congregaciones, cada cual con el mismo fundador, las mismas constituciones primitivas y el mismo espíritu, comienzan a reagruparse. Se crea así oficialmente la Federación Francesa, que contaba con 13 congregaciones. Sirviendo perfectamente el contexto actual, estos reagrupamientos, provocado en parte por la disminución de las vocaciones, mostraron rápidamente ser una de las formas de vivir su misión y de responder a las necesidades del mundo de hoy, de construirse en la unidad sin suprimir la rica diversidad de las comunidades locales.
Actualmente, la Federación Francesa está compuesta por 7 congregaciones que reúnen a 2,200 hermanas: Annecy, Chambéry, Chambriac, Champagnole, el Instituto, Lyon, Saint-Vallier.

#### Espiritualidad
Las Hermanas de San José se comprometen al servicio de los pobres, consagrándose a Dios en el servicio del prójimo. En su Constituciones, se explicita cómo las hermanas deben buscar solamente la GLORIA DE DIOS. Viviendo la espiritualidad ignaciana, la hermana de San José entra en una incesante conversión de corazón y, poco a poco, se deja configurar con Jesucristo, en su amor a Dios y a los hombres.
«En sus actividades, deseen solamente que el Dios de bondad sea glorificado y que su prójimo crezca en amor y libertad. Avancen, libremente, enfrentando el éxito o el fracaso. Dios les ama tanto en los fracasos como en los éxitos» (Frase del padre Médaille).
Las Hermanas de San José están llamadas a responder a «todas las miserias corporales y espirituales» de su tiempo.

#### Actualidad
Hoy, los servicios corresponden a las condiciones de vida de nuestra sociedad. Están dirigidos a niños pequeños, discapacitados físicos y psíquicos, excluidos, presos… sin olvidar, por supuesto, la vertiente espiritual. «Atrapados por el Amor de Cristo, deseando vivir todo para Él, en el servicio del prójimo, basan su vida en Su Palabra» (Constituciones §14).
Las Hermanas de San José viven en comunidad, en el deseo que tienen de compartir con los demás la misma pasión por Jesucristo y el mismo sentido de servicio, en el respeto, el apoyo y la ayuda mutua fraterna. Quieren estar «en solidaridad con los pobres para participar en el compromiso de la Iglesia por la justicia, denunciar la injusticia y promover un mundo más fraterno». La globalización actual les exige ser cada vez más audaces y creativos. Ella los llama a trabajar con las organizaciones existentes, a unirse a aquellas que a nadie le importan.
«En la soledad con Dios como en la presencia con nuestros hermanos, somos llevados por el Espíritu al encuentro de Dios en todas las cosas. La caridad apostólica nos lleva a Dios en el encuentro con todos los prójimos. La contemplación apostólica nos lleva también a todos los prójimos en el encuentro con Dios. Así, en toda nuestra vida, nos es dado trabajar en el "unión doble" de los hombres entre sí y con Dios en la mayor gloria de Dios» (Constituciones §40).
Las Hermanas de San José están consagradas a la Trinidad. Las diferentes Congregaciones de San José «seguir naciendo hoy del deseo de Dios y recibir cada día del Padre, en Jesucristo, el Espíritu que los recoge y los hace vivir», haciendo votos de pobreza, castidad y obediencia.
Desde su fundación en 1650 hasta hoy, las Hermanas de San José sólo han realizado el deseo de quien las reunió por primera vez de consagrarse «todo a Dios y al servicio del prójimo». Intrépidos misioneros desde la campiña francesa a tierras desconocidas de otros continentes, se han mantenido fieles al espíritu de sus orígenes: Revelar el amor de Dios a los hombres en términos concretos, en la unión de los hombres entre sí y con Dios.

### En algún otro lugar
Las Hermanas de San José se distribuyen en 48 congregaciones diferentes en todo el mundo, a partir de aquella fundada por el padre Médaille, estando presentes en 52 países. En 1999, llegaron a ser 25 400 y, en 2017, alrededor de 14 000.